# Prodidomus margala
Prodidomus margala là một loài nhện trong họ Gnaphosidae.
Loài này thuộc chi Prodidomus. Prodidomus margala được Norman I. Platnick miêu tả năm 1976.